# Fløjtespilleren
 For alternative betydninger, se Fløjtespilleren (flertydig). (Se også artikler, som begynder med Fløjtespilleren)
Fløjtespilleren er en dansk folkekomediefilm i cirkusmiljø fra 1953, instrueret af Alice O'Fredericks. Filmens manuskript er skrevet af Grete Frische efter roman af Morten Korch.

## Medvirkende
- Helga Frier
- Peter Malberg
- Poul Reichhardt
- Grethe Holmer
- Ib Schønberg
- Ib Mossin
- Louis Miehe-Renard
- Jeanne Darville
- Jakob Nielsen
- Hans Egede Budtz
- Ole Neumann
- Rudi Hansen
- Otto Møller Jensen
- Knud Hallest